# 千石層
千石層(せんごくそう)は、日本の九州の地層。関門層群・脇野亜層群の最下部の層であり、オーテリビアン期 - バレミアン期に相当する。

## 古動物相
- ワキノサウルス・サトウイ[2] - 新属新種の獣脚類。
- アドクス・センゴクエンシス[3] - アドクス属の新種。